# 韦特河畔苏尔热
韦特河畔苏尔热（法語：Soulgé-sur-Ouette，法語發音：[sulʒe syʁ wɛt]）是法国马耶讷省的一个市镇，位于该省中部偏东南，属于拉瓦勒区。

## 地名
《世界地名翻译大辞典》与《世界地名译名词典》将其纯音译作“苏尔热叙韦特”，虽然“sur”后接非河名的时候地名需纯音译，不过此处的“韦特”确实是一条河流的名称。

## 地理
韦特河畔苏尔热（48°3'37"N, 0°34'12"W）面积22.94 平方千米，位于法国卢瓦尔河地区大区马耶讷省，该省份为法国西北部内陆省份，北起芒什省和奧恩省，西接伊勒-维莱讷省，南至曼恩-卢瓦尔省，东临萨尔特省。
与韦特河畔苏尔热接壤的市镇（或旧市镇、城区）包括：阿让特雷、巴祖热、拉沙佩勒兰苏安、卢维涅、圣乔治勒弗莱沙尔、韦日。
韦特河畔苏尔热的时区为UTC+01:00、UTC+02:00（夏令时）。

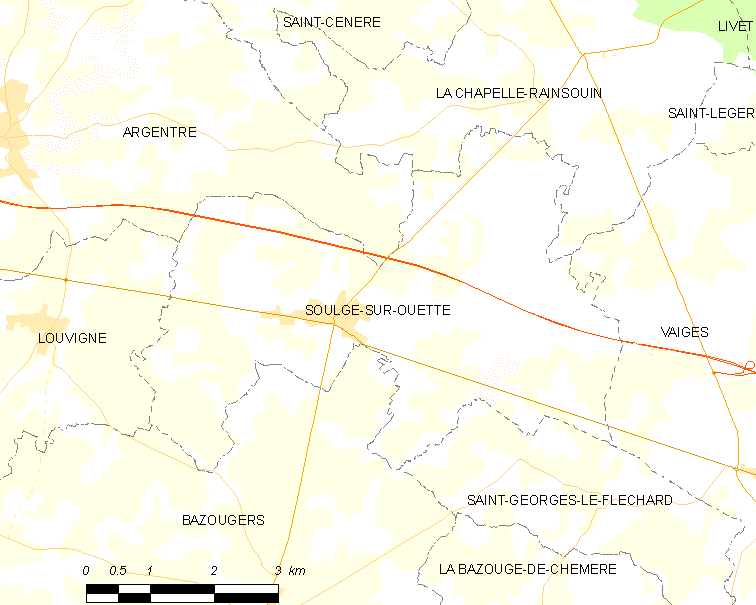
韦特河畔苏尔热的OSM定位图

## 行政
韦特河畔苏尔热的邮政编码为53210，INSEE市镇编码为53262。

## 政治
韦特河畔苏尔热所属的省级选区为吕斯里县。

## 人口

1962-2008年间韦特河畔苏尔热人口变化图示

韦特河畔苏尔热于2022年1月1日时的人口数量为1060人。